# Narodowe Muzeum Historyczne (Albania)

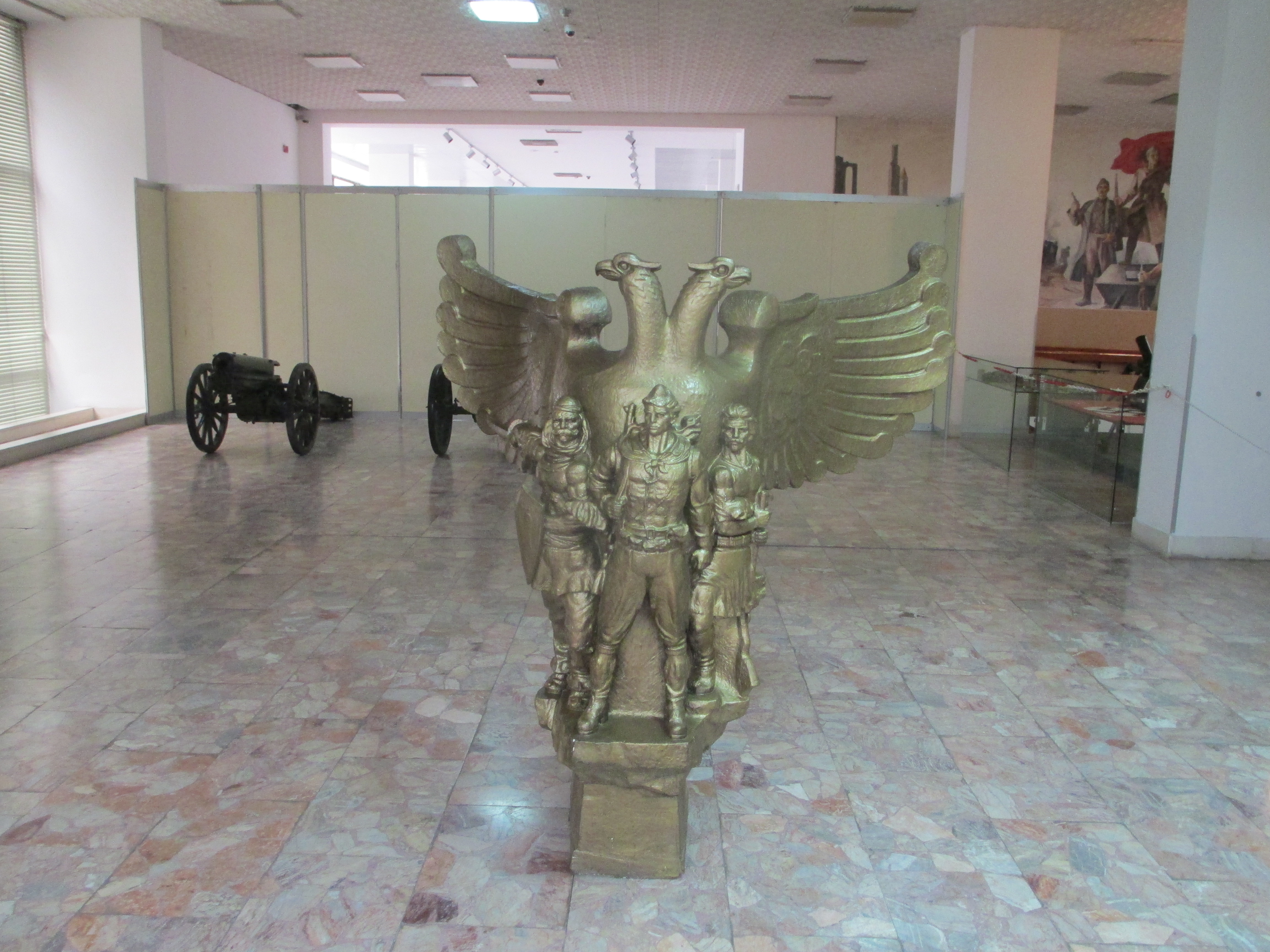
Fragment ekspozycji Odrodzenia Narodowego

Narodowe Muzeum Historyczne (alb. Muzeu Historik Kombëtar) – największe muzeum albańskie otwarte 28 października 1981, z siedzibą w Tiranie, mieszczące się w budynku zaprojektowanym przez grupę architektów pod kierunkiem Envera Faji.
Placówka muzealna położona przy Placu Skanderbega w Tiranie, znana jest przede wszystkim z ogromnej mozaiki, umieszczonej na frontonie budynku, a stanowiącej jeden z symboli stolicy. Mozaika według projektu Josifa Droboniku zajmuje powierzchnię 400 m.kw. i przedstawia trzynaście postaci Albańczyków z różnych okresów ich historii. Cztery kondygnacje muzeum przedstawiają kolejne epoki – od prehistorii po okres komunizmu. Zbiory liczą ponad 4700 eksponatów. W 1991 pod kierunkiem nowego dyrektora placówki Hajro Zeneliego ekspozycja została gruntownie przebudowana. Usunięto część ekspozycji poświęconą budowie socjalizmu w Albanii, zniknęły z foyer portrety Stalina, pomniki Envera Hodży i Haxhi Qamiliego. Ekspozycję uzupełniono artefaktami związanymi z postacią pierwszego nowożytnego władcy Albanii Wilhelma zu Wieda.
Od 2017 dyrektorem Muzeum jest historyk Dorian Koçi
W 2022 Muzeum zostało włączone

## Zbiory
Na parterze zostały wyeksponowane eksponaty z prehistorii i starożytności, w porządku chronologicznym (łącznie ponad 400 obiektów). Szczególnie eksponowane są ślady iliryjskie w Albanii. Do najcenniejszych obiektów można zaliczyć pochodzące z IV w. p.n.e.: głowę Apolla, znalezioną w Butrincie i mozaikę z Durrës przedstawiającą głowę kobiety (tzw. Piękność z Durrës). Większość eksponatów stanowią monety, biżuteria i przedmioty wotywne.
Na pierwszym piętrze muzeum umieszczono eksponaty związane ze średniowieczną i nowożytną przeszłością Albanii. Szczególnie interesujące obiekty eksponowane w tej części to rekonstrukcja wejścia do kościoła św. Jana Włodzimierza w Elbasanie i fragment kolumnady z Apollonii.
Drugie piętro muzeum zawiera ekspozycję poświęconą okresowi Odrodzenia Narodowego (1878-1912) i szczególnie rozbudowany dział poświęcony II wojnie światowej i działaniom albańskiego ruchu oporu (głównie ryciny, a także broń i wyposażenie wojskowe). Otwarta w 1996, na drugim piętrze muzeum ekspozycja poświęcona dyktaturze komunistycznej w Albanii liczy 136 eksponatów. Są to głównie zdjęcia ofiar komunizmu, ich przedmioty osobiste, a także dokumenty urzędowe i wycinki prasowe z epoki. W ramach ekspozycji odtworzono w skali 1:1 jedną z cel, w której odbywali karę więźniowie w obozie pracy.
W muzeum eksponowane są także przykłady albańskiej sztuki sakralnej (w tym 65 ikon prawosławnych z XIV-XIX w.), kilkadziesiąt strojów ludowych z XIX–XX w. (w tym stroje Arboreszy), a także ekspozycja poświęcona Matce Teresie z Kalkuty.
W 2022 rozpoczęto realizację projektu renowacji i rekonceptualizacji muzeum, włączonego do realizowanego przez Unię Europejską programu EU4Culture.